# Collinsville (Texas)
Collinsville è un centro abitato degli Stati Uniti d'America situato nella contea di Grayson dello Stato del Texas.
La popolazione era di 1.624 persone al censimento del 2010. Fa parte dell'area metropolitana di Sherman–Denison.

## Geografia fisica
Collinsville è situata a 33°33′39″N 96°54′40″W (33.560731, -96.911027).
Secondo lo United States Census Bureau, ha un'area totale di 0,7 miglia quadrate (1,8 km²).

## Società

### Evoluzione demografica
Secondo il censimento del 2000, c'erano 1.235 persone, 469 nuclei familiari e 346 famiglie residenti nella città. La densità di popolazione era di 1.720,6 persone per miglio quadrato (662,3/km²). C'erano 507 unità abitative a una densità media di 706,3 per miglio quadrato (271,9/km²). La composizione etnica della città era formata dal 93,60% di bianchi, lo 0,32% di afroamericani, lo 0,40% di nativi americani, il 4,37% di altre razze, e l'1,30% di due o più etnie. Ispanici o latinos di qualunque razza erano il 5,59% della popolazione.
59.9% erano coppie sposate conviventi, il 10,2% aveva un capofamiglia femmina senza marito, e il 26,2% erano non-famiglie. Il 23,9% di tutti i nuclei familiari erano individuali e il 13,9% aveva componenti con un'età di 65 anni o più che vivevano da soli. Il numero di componenti medio di un nucleo familiare era di 2,57 e quello di una famiglia era di 3,03.
La popolazione era composta dal 26,8% di persone sotto i 18 anni, il 7,4% di persone dai 18 ai 24 anni, il 27,7% di persone dai 25 ai 44 anni, il 20,5% di persone dai 45 ai 64 anni, e il 17,6% di persone di 65 anni o più. L'età media era di 37 anni. Per ogni 100 femmine c'erano 93,6 maschi. Per ogni 100 femmine dai 18 anni in giù, c'erano 87,6 maschi.
Il reddito medio di un nucleo familiare era di 32.833 dollari, e quello di una famiglia era di 41.000 dollari. I maschi avevano un reddito medio di 27.763 dollari contro i 22.232 dollari delle femmine. Il reddito pro capite era di 15.123 dollari. Circa l'8,1% delle famiglie e il 10,2% della popolazione erano sotto la soglia di povertà, incluso il 13,9% di persone sotto i 18 anni e il 10,4% di persone di 65 anni o più.